# فيودور روستوبشين
فيودور فاسيليفيش روستوبشين (الروسية:Фёдор Васи́льевич Ростопчи́н)، ولد في 23 مارس 1763، وتوفي في 30 يناير 1823، هو سياسي روسي وضابط عسكري، حيث عمل رئيساً للعمدة في عاصمة الإمبراطورية الروسية موسكو، اشتهر روستوبشين
بأنه أحرق مدينة موسكو الشهيرة سنة 1812 أثناء الاجتياح الفرنسي لروسيا.

## حياته السياسية
كان لفيودور روستوبشين دورًا مؤثرًا للقيصر الروسي بافل الأول، أصبح في عام 1796 القائد العام، ثم وزير الخارجية.
خلال الغزو الفرنسي لروسيا كان مسؤولًا عن الدفاع عن المدينة ضد نابليون، وأخذ كل الوسائل المتاحة لإثارة سكان المدينة للانضمام إلى الجيش للدفاع عن المدينة ضد الغزاة. قام فيودور بإجلاء أهل المدينة بما في ذلك جميع مشرفي المدينة والمسؤولين سوى عدد قليل من المعلمين الفرنسيين وأصحاب المتاجر الأجانب. وقام بفتح السجون والإفراج عن السجناء. وفي الليلة الأولى من الاحتلال الفرنسي اندلع حريق في السوق واندلع عدد من الحرائق الصغيرة في أماكن أخرى، وفي اليوم التالي ركب نابليون إلى الكرملين ووجد الشوارع مهجورة. في تلك الليلة بدأت المدينة تحترق بشكل جدي. حيث كانت الصمامات قد تُركت في جميع أنحاء المدينة لإشعال الحرائق.
وبعد سنوات نفى فيودور حرقه للمدينة، لكنه اعترف في وقت لاحق. وعاد إلى روسيا في عام 1825 وتوفي في موسكو في فبراير من العام المقبل.

## روابط خارجية
- فيودور روستوبشين على موقع الموسوعة البريطانية (الإنجليزية)